# Índia del Nord-est

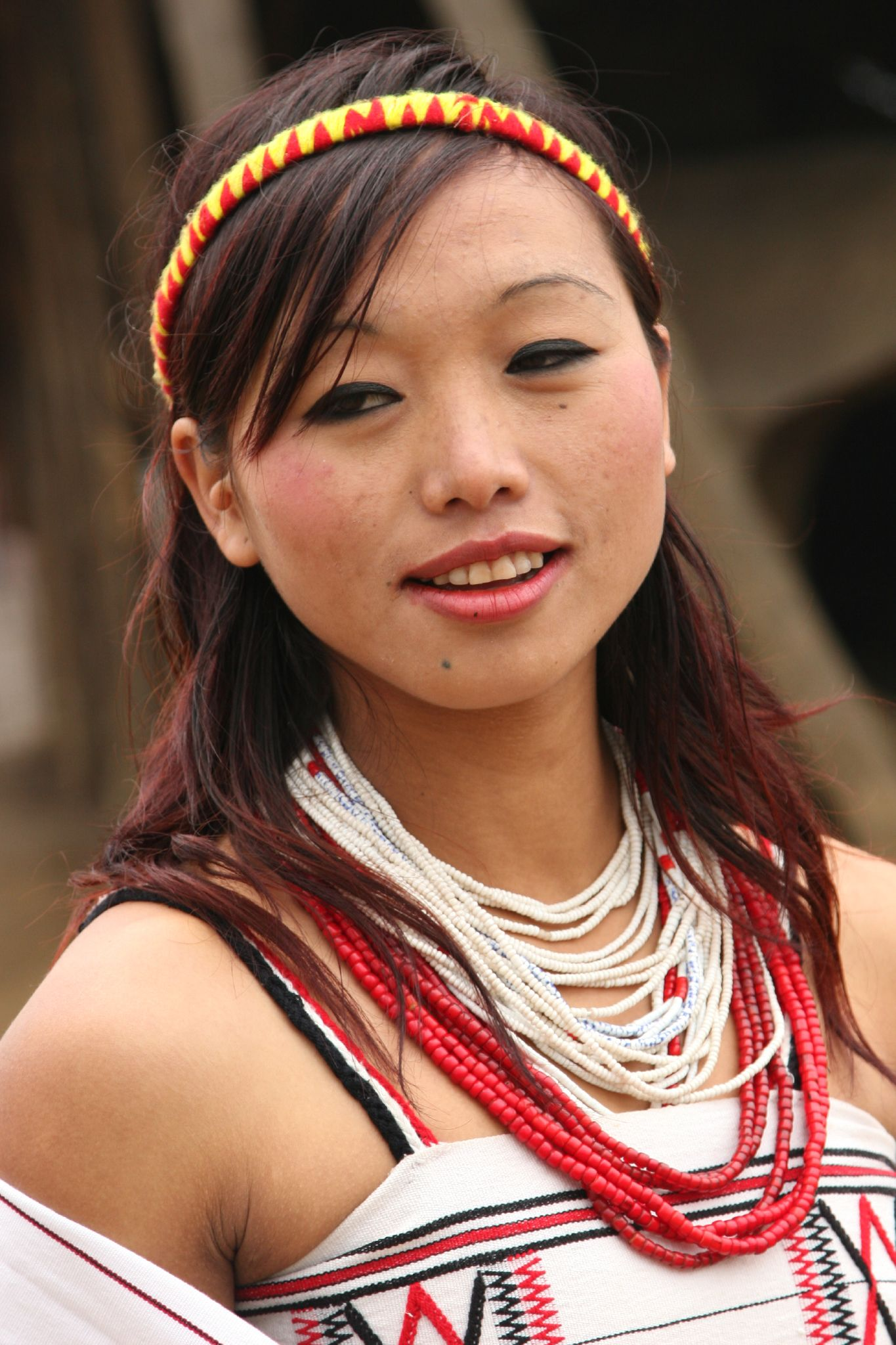
Dona naga de Nagaland.

L'Índia del nord-est o Nord-est de l'Índia és la regió del subcontinent indi que comprèn els estats següents: Arunachal Pradesh, Assam, Meghalaya, Manipur, Mizoram, Nagaland, Tripura, Sikkim, així com parts del nord de Bengala Occidental (els districtes de Darjeeling, Jalpaiguri, i Koch Bihar). Tots aquests territoris pertanyen a l'Índia.
L'Índia del nord-est es troba a l'extrem oriental de l'Índia, fent frontera amb el Tibet i Bhutan al nord, amb Birmània a l'est i sud-est i amb Bangladesh al sud-oest.

## Integració política
La majoria dels habitants de l'Índia del nord-est tenen més afinitats culturals i racials amb els pobles de l'Àsia del sud-est que no pas amb la resta de pobles del subcontinent indi.
És una zona on hi ha molts problemes ètnics i polítics de difícil solució i la integració política amb la resta de la Unió Índia no ha reeixit malgrat dècades d'insurgència i múltiples accions militars i policials. Comparat amb la resta de l'Índia la població és escassa, només el 3,8% de la població total de l'Índia.